# Fakulteta za fizikalno kemijo v Beogradu
Fakulteta za fizikalno kemijo (izvirno srbsko Факултет за физичку хемију у Београду), s sedežem v Beogradu, je fakulteta, ki je članica Univerze v Beogradu.